# 慶北大学校

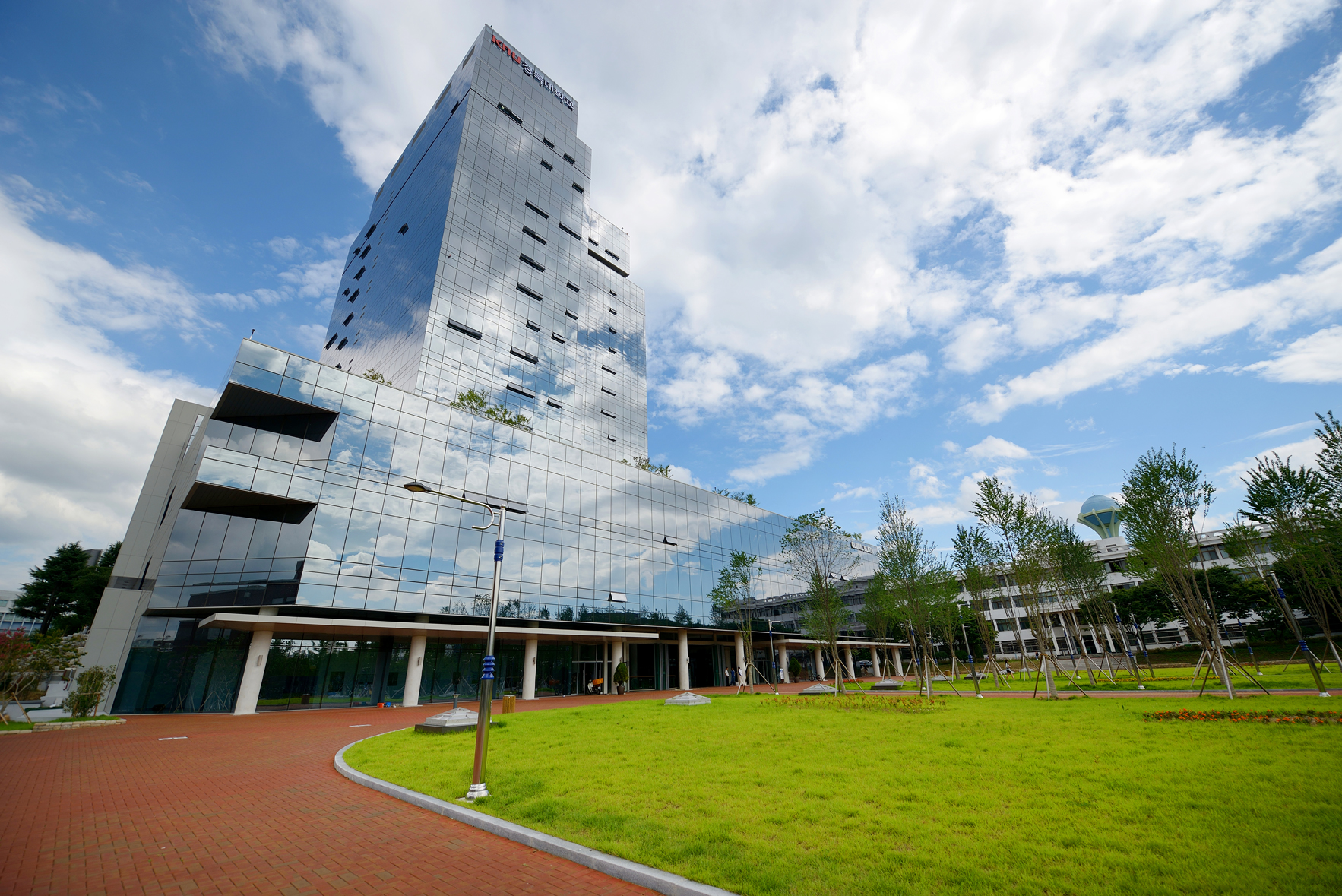
山格キャンパスグローバルプラザ

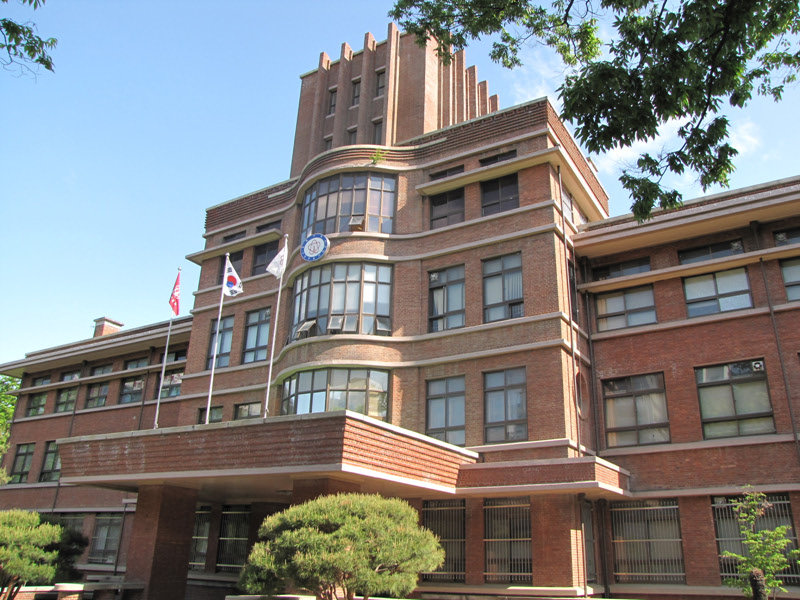
東仁キャンパス医科大学旧館（大韓民国指定史跡第442号）

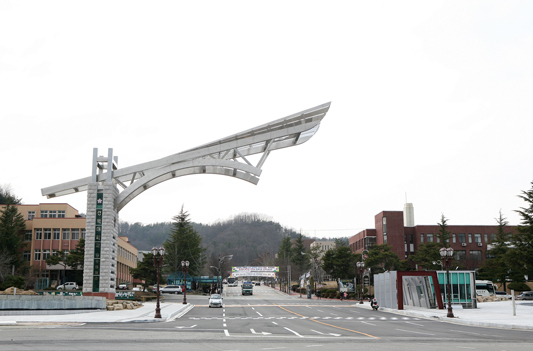
尚州キャンパス正門

慶北大学校（キョンブクだいがっこう、朝鮮語: 경북대학교、英語: Kyungpook National University）は、大韓民国の大邱広域市北区に本部を置く国立大学。略称は慶大、KNU。

## 特徴
韓国の東南部地方（大邱広域市、慶尚北道）を代表する地域拠点国立大学である。慶尚道地方では釜山大学校とともに名門として評価されている。

## 沿革
- 1923年：朝鮮総督府によって大邱師範学校が設立される。
- 1929年：朝鮮総督府によって大邱医学専門学校が設立される。
- 1944年：朝鮮総督府によって大邱農業専門学校が設立される。
- 1946年9月：大邱師範学校、大邱医学専門学校、大邱農業専門学校が4年制国立大学である大邱師範大学、大邱医科大学、大邱農科大学に昇格する。
- 1951年10月：3校を統合し、慶北大学校を設立する。
- 2008年3月：尚州大学校を統合し、尚州キャンパスとする。

## 学部

### 大邱キャンパス
山格キャンパス
- 人文大学
  - 国語国文学科
  - 英語英文学科
  - 史学科
  - 哲学科
  - 仏語仏文学科
  - 独語独文学科
  - 中語中文学科
  - 考古人類学科
  - 日語日文学科
  - 漢文学科
  - 露語露文学科
- 社会科学大学
  - 政治外交学科
  - 社会学科
  - 地理学科
  - 文献情報学科
  - 心理学科
  - 社会福祉学部
  - メディアコミュニケーション学科
- 自然科学大学
  - 数学科
  - 物理学科
  - 化学科
  - 統計学科
  - 生命科学部
    - 生命工学専攻
    - 生物学専攻

  - 地球システム科学部
    - 地質学専攻
    - 天文大気科学専攻
    - 海洋学専攻
- 経商大学
  - 経済通商学部
  - 経営学部
- 工科大学
  - 新素材工学部
    - 金属新素材工学専攻
    - 電子材料工学専攻

  - 機械工学部
    - 機械工学専攻
    - 機械設計学専攻

  - 建築学部
    - 建築学専攻（5年制）
    - 建築工学専攻

  - 土木工学科
  - 応用化学科
  - 化学工学科
  - 高分子工学科
  - 繊維システム工学科
  - 環境工学科
  - エネルギー工学部
    - 新再生エネルギー専攻
    - エネルギー変換専攻
- IT大学
  - 電子工学部
    - 半導体およびディスプレイ工学専攻
    - 人工知能および信号処理専攻
    - マルチメディアおよび医工学専攻
    - 知能システムおよび制御工学専攻
    - 電磁波および光電子工学専攻
    - 情報通信工学専攻
    - 回路および組込みシステム工学専攻

  - 電子工学部モバイル工学専攻（サムスン電子と契約学科）
  - 電子工学部人工知能専攻（釜山大学校と共同学科）
  - コンピュータ学部
    - プラットフォームソフトウェア専攻
    - データ科学専攻
    - 人工知能コンピューティング専攻
    - グローバルソフトウェア融合専攻

  - 電気工学科
- 農業生命科学大学
  - 応用生命科学部
    - 植物生命科学専攻
    - 環境生命化学専攻

  - 植物医学科
  - 食品工学部
    - 食品生物工学専攻
    - 食品素材工学専攻
    - 食品応用工学専攻

  - 森林科学・造景学部
    - 林学専攻
    - 林産工学専攻
    - 造景学専攻

  - 園芸科学科
  - バイオ繊維素材学科
  - 農業土木・生物産業工学部
    - 農業土木工学専攻
    - 生物産業機械工学専攻

  - 食品資源経済学科
  - 農産業学科
- 芸術大学
  - 音楽学科
    - 作曲専攻
    - 管弦楽専攻
    - 声楽専攻
    - ピアノ専攻

  - 国楽学科
    - 器楽専攻
    - 声楽専攻
    - 理論/作曲専攻

  - 美術学科
    - 西洋画専攻
    - 韓国画専攻
    - 彫塑専攻

  - デザイン学科
- 師範大学
  - 教育学科
  - 国語教育科
  - 英語教育科
  - ヨーロッパ語教育学部
    - 独語教育専攻
    - 仏語教育専攻

  - 歴史教育科
  - 地理教育科
  - 一般社会教育科
  - 倫理教育科
  - 数学教育科
  - 物理教育科
  - 化学教育科
  - 生物教育科
  - 地球科学教育科
  - 家庭教育科
  - 体育教育科
- 獣医科大学
  - 獣医予科（2年制）
  - 獣医学科（4年制）
- 生活科学大学
  - 児童学部
    - 児童家族学専攻
    - 児童学専攻

  - 衣類学科
  - 食品栄養学科
- 薬学大学
  - 薬学科（6年制）
- 自律専攻部
- 行政学部
- 融合学部
  - 医生命融合工学科
  - ロボットおよびスマートシステム工学科
  - 水素および新再生エネルギー学科
  - スマートモビリティ工学専攻（金烏工科大学校、国立慶国大学校と共同学科）

東仁キャンパス
- 医科大学
  - 医予科（2年制）
  - 医学科（4年制）
- 看護大学
  - 看護学科

三徳キャンパス
- 歯科大学
  - 歯医予科（2年制）
  - 歯医学科（4年制）

### 尚州キャンパス
- 生態環境大学
  - 山林生態保護学科
  - 植物資源学科
  - 昆虫生命科学科
  - 観光学科
  - 体育学科
  - 畜産学科
  - 動物生命工学科
  - 馬/特殊動物学科
- 科学技術大学
  - 建設防災工学科
  - 環境安全工学科
  - 精密機械工学科
  - 自動車工学部
    - 親環境自動車専攻
    - 知能型自動車専攻

  - ソフトウェア学科
  - エネルギー新素材・化学工学部
    - エネルギー化学工学専攻
    - 新素材工学専攻

  - 食品外食産業学科
  - 繊維ファッションデザイン学部
    - 繊維工学専攻
    - ファッションデザイン専攻

  - 位置情報システム学科
  - スマートプラント工学科
  - 歯衛生学科

## 大学院

### 大邱キャンパス
- 一般大学院
- 専門大学院
  - 法学専門大学院
  - データサイエンス大学院
- 特殊大学院
  - 教育大学院
  - 行政大学院
  - 経営大学院
  - 保健大学院
  - 産業大学院
  - 国際大学院
  - スマート農生命食品融合大学院
  - 政策情報大学院
  - 捜査科学大学院
  - 植物防疫大学院

### 尚州キャンパス
- 一般大学院
- 特殊大学院
  - 科学技術大学院

## 付属機関・付設学校
- 慶北大学校師範大学付設初等学校（大邱広域市中区）
- 慶北大学校師範大学付設中学校（大邱広域市中区）
- 慶北大学校師範大学付設高等学校（大邱広域市中区）
- 慶北大学校病院（大邱広域市中区）
- 漆谷慶北大学校病院（大邱広域市北区）
- 慶北大学校齒科病院（大邱広域市中区）
- 慶北大学校獣医科大学付属動物病院（大邱広域市北区）
- 慶北大学校獣医科大学付属動物病院分院（慶尚北道尚州市）

## 日本の交流協定校
- 京都大学
- 九州大学
- 宮崎大学
- 岐阜大学
- 奈良先端科学技術大学院大学
- 大阪公立大学
- 大阪大学
- 島根大学
- 東京女子医科大学
- 東京農工大学
- 東京農業大学
- 東京大学
- 東京医科歯科大学
- 東北学院大学
- 立命館大学
- 福岡大学
- 福井大学
- 富山大学
- 北陸先端科学技術大学院大学
- 北海道大学
- 浜松医科大学
- 新潟大学
- 宇都宮大学
- 熊本大学
- 一橋大学
- 日本大学
- 長崎大学
- 芝浦工業大学
- 豊橋技術科学大学
- 弘前大学
- 和歌山大学
- 学習院大学
- 広島大学
- 広島市立大学
- 徳島大学
- 横浜国立大学
- 関西大学
- 青森県立保健大学
- 静岡大学
- お茶の水女子大学